# Ossian (Indiana)
Ossian è una città degli Stati Uniti d'America, situata nello Stato dell'Indiana e in particolare nella Contea di Wells.